# Vincent Canby
Vincent Canby (27 de julio de 1924 – 15 de octubre de 2000) fue un crítico de cine y teatro estadounidense reconocido por su asociación con el diario The New York Times entre 1969 y 1990. Reseñó más de mil películas durante su estancia en el diario.

## Carrera
El estilo de Canby fue tildado de extremadamente parcial, ya que era un entusiasta partidario de algunos estilos específicos de cineastas; notablemente de Stanley Kubrick, Spike Lee, Jane Campion, Mike Leigh, Rainer Werner Fassbinder, James Ivory y Woody Allen, quien se refirió a la reseña de Canby de su película Take the Money and Run como un punto crucial de su carrera. Por otra parte, Canby se mostró muy crítico con películas aclamadas como Rocky, The Empire Strikes Back, Return of the Jedi, Night of the Living Dead, After Hours, Blazing Saddles, A Christmas Story, Witness, Mask, Rain Man, The Exorcist, One Flew Over the Cuckoo's Nest, Deliverance, The Godfather Part II, Alien y The Thing. Uno de sus textos más reconocidos es una voraz crítica de la película Heaven's Gate, de Michael Cimino.
A comienzos de la década de 1990 enfocó su atención en la crítica teatral, siendo nombrado como su principal crítico de teatro en 1994 por The New York Times.

## Plano personal y fallecimiento
Canby nunca se casó, pero durante muchos años tuvo una relación con la escritora británica Penelope Gilliatt. Falleció de cáncer en Manhattan el 15 de octubre de 2000 a los 76 años.